# Getto w Bereźnicy
Getto w Bereźnicy – getto dla ludności żydowskiej zorganizowane przez okupacyjne władze hitlerowskie w czasach II wojny światowej w miasteczku Bereźnica. 
Od początku okupacji niemieckiej w 1941 roku Żydzi zostali poddani różnym represjom – nakazano im nosić opaski Gwiazdą Dawida, zdać złoto i kosztowności, zmuszano ich do nieodpłatnego wykonywania ciężkich prac. Nie mogli opuszczać miejscowości, byli bici i okradani przez policjantów ukraińskich z miejscowego posterunku. 
Getto powstało prawdopodobnie w maju 1942 roku i zostało zlikwidowane 26 sierpnia 1942 roku. Około 1000 Żydów wywieziono do Sarn i tam na drugi dzień rozstrzelano. Podczas likwidacji getta części Żydom udało się zbiec do lasu, gdzie byli tropieni i zabijani przez niemiecką żandarmerię i ukraińską policję.